# Djadochtatherioidea
Djadochtatherioidea zijn een superfamilie van uitgestorven zoogdieren uit de Multituberculata die tijdens het Laat-Krijt in Centraal-Azië leefden.

## Fossiele vondsten
Fossielen van Djadochtatherioidea zijn gevonden in de Djadochtaformatie en Barun Goyotformatie in Mongolië en de Bayan Mandahuformatie in de Volksrepubliek China en dateren uit het Campanien. Van veel soorten uit de superfamilie zijn schedels gevonden, waardoor dit deel van de anatomie van de Djadochtatherioidea beduidend beter bekend is dan van enig andere groep uit de Multituberculata.  

## Indeling
De superfamilie Djadochtatherioidea omvat twee families en drie losstaande geslachten:
- Djadochtatheriidae
- Sloanbaataridae
- Bulganbaatar
- Chulsanbaatar
- Nemegtbaatar